# Exu de umbanda

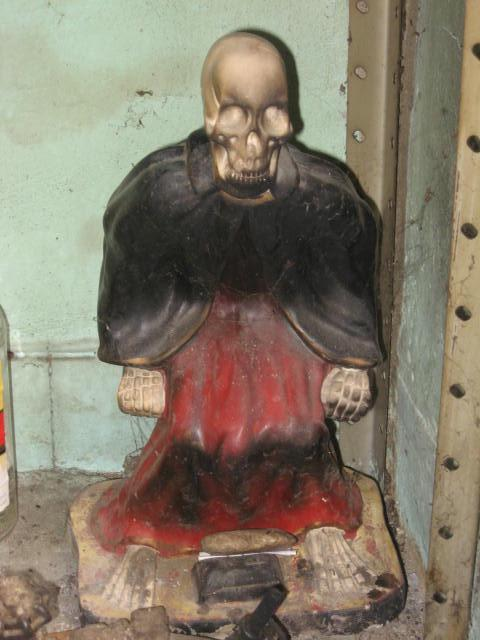
Exú João caveira

Exu, dentre as religiões de matriz ameríndio-afro, é uma legião de espíritos, que podem estar em diversos níveis de iluminação, que auxiliam os trabalhos espirituais, incorporando ou não nos médiuns, enquanto trabalham nas religiões que os cultuam.
Também estão presentes nas religiões denominadas Jurema, Omolocô, Candomblé de Caboclo,Umbanda Popular e Umbanda esotérico, entre outras manifestações religiosas Afro-ameríndias, assim como em terreiros "traçados" de Umbanda ou Quimbanda e Candomblé. Não estão presentes em terreiros de Candomblés puro, tais como o Jeje, Queto, Angola, Ijexá e Nagô, sendo estes, apenas é cultuado Legba (Jeje e Jeje-Nagô), Exu (Ketu, Nagô, Jeje-Nagô), com o qual os Exus não devem ser confundidos, e Pambunjila, com o qual não se deve confundir com a Pombagira.[carece de fontes?]
Pela influência católica na colonização e formação político-social do Brasil, o exu foi logo associado ao Diabo, mesmo nos primórdios da Umbanda. Essa associação também ocorria em traduções para o inglês: Èṣù no "Vocabulary of the Yoruba" de Samuel Ajayi Crowther (1842) é traduzido como diabo ou satã. Mesmo atualmente, há pontos de Umbanda que remetem a esse pensamento como uma forma de retaliação e proteção dos umbandistas, juremeiros, etc.[carece de fontes?]
Uma vez, no entanto, que a Umbanda não é uma religião essencialmente que tem o teor de maquiavélico, o exu, ainda que atue nas trevas, eles atuam nas sombras e também na luz, é considerado um ser benigno.

## Definição

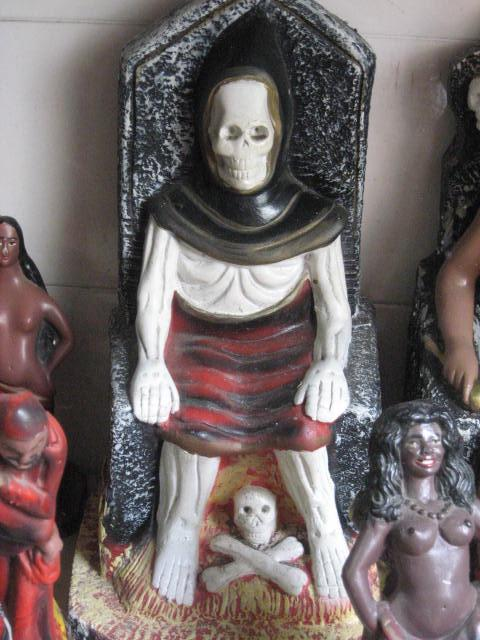
Exu Tata Caveira e uma Falange.

Um Exu se compreende como um espírito que por procedência e similaridade, passa a utilizar o nome de um Orixá, sendo esse Exu, para realizar trabalhos semelhantes ao dessa Divindade, assim podemos muito encontrar Exus de Encruzilhadas (sendo essa, a morada de Exú enquanto Orixá), como os conhecidos Tranca-Ruas e 7 Encruzilhadas, Exus ligados ao movimento, tais como Exu Gira-Mundo, e Exu Gererê, Exus de Prosperidade, tais como, Exu Chama-Dinheiro e Exu Pedra-Negra, dentre outros que são patronatos originalmente de Exu.[carece de fontes?]
A denominação Exu pode ser aplicada a todo e qualquer espírito, seja ele Negro, Indígena, masculino ou feminino.[carece de fontes?] Exus Negros, recebem o nome de Preto Velho Quimbandeiro, nomenclatura essa mais comum na Umbanda, pois na Quimbanda, todo e qualquer espírito que ali manifeste, é um Exu, Exus Indígenas, recebem o nome de Caboclo Quimbandeiro, mesmo caso com os Pretos Velhos, nomes esses que a Umbanda utiliza para não discerni-lo, pois na sua matriz, ainda existe um tabu muito forte sobre a figura de Exu, dando para o mesmo nomes como Coroado, Batizado, Exu de Lei, Cruzado ou Espadado, coisas que estão longe de serem realmente verdades dentre o que realmente seria Exu, no entanto, também temos as donzelas chamadas especificamente de Pombajiras, que são entidades que quando encarnadas, pertenceram ao gênero feminino, e que por inúmeras razões foram agregadas a egrégora de Exu, passando a trabalhar na Quimbanda e mais tarde na Umbanda e em outras religiões desta forma.[carece de fontes?]
Quando incorporam, os Exus masculinos costumam se caracterizar com capas, cartolas e bengalas, mas não é obrigatório que os médiuns se utilizem dessas vestimentas para a incorporação, a partir do momento que os espíritos utilizam essas roupas devido a sua própria individualidade, muito até se remetendo a sua vida enquanto encarnado. Cada terreiro trabalha de forma autônoma. Alguns centros uniformizam a roupa dos médiuns; todos, por exemplo, vestem branco.
Também existe outro tipo de entidade relacionada aos exus, o Exu-Mirim.

### Falange
Uma Falange é que um agrupamento de espíritos, que se compreendem em harmonia, por um arquétipo semelhante a ser seguido, ou seja, não existe somente um Exu 7 Facadas, existem centenas de espíritos que usam esse nome, pois todos se compreendem estarem harmonicamente em uma mesma egrégora.[carece de fontes?]

### Saudação
A saudação aos exus e pombajiras é "laroiê". Significa algo como "salve o mensageiro".[carece de fontes?]

## História
A ideia do exu de Umbanda deriva do orixá de mesmo nome, no Candomblé, que era considerado o mensageiro dos demais orixás.
Sua identificação histórica com o diabo cristão se estabeleceu não por conta de suas características funcionais, mas devido a aspectos da sua aparência. Uma vez que o Exu da religião iorubá é uma divindade do fogo, à qual eram atribuídos chifres, membro viril e sexualidade sem freios, acabou-se por relacionar a sua figura a de um demônio.
Uma vez que a Umbanda foi citada a partir dos cultos africanos desenvolvidos no Brasil como o Omolokô, e mais tarde com o advento de 1908, passa a receber influências do Kardecismo, conforme Zélio Fernandino de Morais, os Exus passaram a ser vistos na teologia umbandista como polícias do karma, conceito presente em outras religiões predecessoras. Os Exus seriam assim, para esta visão umbandista, seres elementares, isto é, espíritos em evolução espiritual dentro de determinadas funções cármicas.
A partir daí surgiu-se a nomenclatura "exu batizado", para se referir aos exus-de-lei, e "exu pagão", para se referir, na verdade, a quiumbas.
Para algumas tradições umbandistas, um Exu estaria em patamar inferior, mas para outras, seriam entidades espirituais com a mesma evolução das demais entidades, como caboclos e pretos-velhos, apenas posicionado em uma linha de trabalho diferente. Atuariam os exus, bem como pombajiras e exus-mirins, em um plano espiritual muito denso, tendo mais liberdade de trânsito que as demais entidades, e podendo assim conhecer e resolver melhor as necessidades humanas mais imediatas.

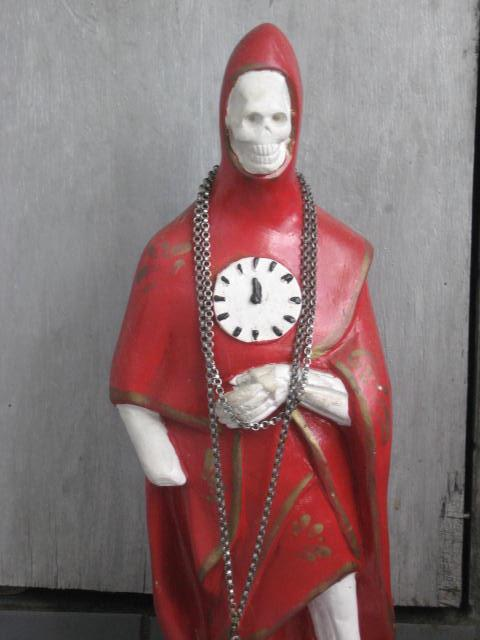
Exu Meia-Noite

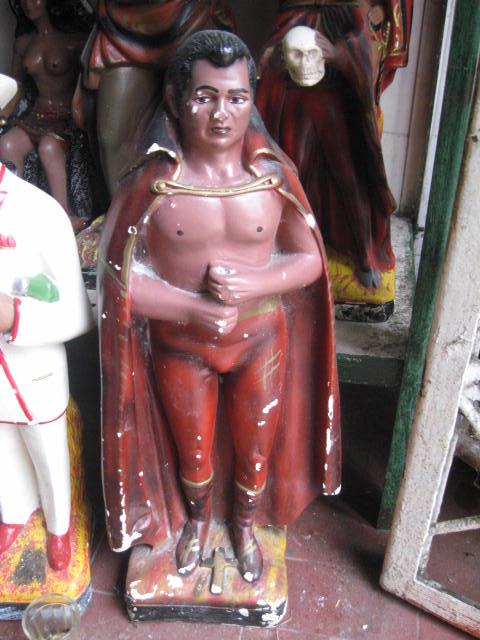
Exu Tranca-Ruas

## Hierarquia
Os exus mais evoluídos são chamados de "Exus cabeças/chefes de legião", e comandam uma legião espiritual. São eles:
- Exu Sete Encruzilhadas- serventia direta de Oxalá.[9]
- Exu Tiriri - serventia direta de Yori.[9]
- Exu Tranca-Ruas - serventia direta de Ogum.
- Exu Marabô - serventia direta de Oxossi
- Exu Marabô - serventia direta de Oxóssi.
- Exu Caveira - serventia direta de Obaluaê.[9]
- Exu gira-mundo - serventia direta de Xangô.[9]
- Exu Pomba gira(são várias mas regidas por Yemanjá e cruzada com outros orixás) - serventia direta de Yemanja.[9]

Essas legiões se subdividem em planos, subplanos, grupos, subgrupos e colunas. Cada uma dessas subdivisões atende por um nome, mais ou menos específico. Assim, por exemplo, os espíritos que se autodenominam da falange de João Caveira, na verdade, são uma subdivisão de Exu Caveira.[carece de fontes?]
Segundo o antropólogo Vagner Gonçalves da Silva, a umbanda organizou os exus e demais entidades do panteão em hierarquias, com “grupos” e “linhas” de acordo com estágios evolutivos. Nesta estrutura, que coloca caboclos e pretos velhos em escalas de nível superior, também inserem os Exus nos degraus mais baixos, onde vivem os espíritos condenados ao reino das trevas e sombras por terem uma vida torta e desregrada. Geralmente são espíritos “mais próximos de nós” por terem problemas em vida com vícios, bebida, bandidagem, foram por vezes criminosos, contraventores, prostitutas... Aqueles que estavam muitas vezes à margem da sociedade.
Por estes motivos, nas giras de umbanda, o objetivo do culto a estas entidades é promover a sua evolução espiritual. Os exus na umbanda são eguns doutrinados no caminho da luz e cumprem a função espiritual de guias espirituais. Aos exus oferta-se oferendas, bebidas, cigarros, charutos, dinheiro e em algumas vertentes, sacrifícios animais em troca de atendimento.
Nos seus nomes, mutetos e forma como falam e se apresentam pode-se saber mais acerca da sua hierarquia. Sobre os seus nomes, que são muitos, tem os de linhagem africana, como Exu tiriri, Marabô, Lonã, Odara, Akessan, Bara, Obasin, Osije-Ebo, Orun, Mavambo, Mavile, Jiramavambo, gongobira, Pabojila, etc., os de linhagens cristãs, que assumem nomes estigmatizados dos demônios mencionados na Bíblia como Exu Lúcifer ou exu belzebu e temos a ordem dos chamados “Exus brasileiros”, que são os que trazem nomes que permitem uma análise mais clara das suas origens, concepções e histórias. São alguns deles: Exu Caveira, Exu trinca-Ferro, exu Pinga fogo, Exu Toquinho, Exu Tranca-Ruas, exu Porteira, Exu das sete Encruzilhadas, Exu do Lodo, Exu Veludo, Exu Gira Mundo, Exu Catacumba, Exu Cemitério, Exu Matança, Exu Lorde da Morte, Exu Meia-Noite, Exu Capa Preta, Exu Morcego, Exu duas Cabeças, etc.